# انتخابات الرئاسة الباكستانية 2007
انتخابات الرئاسة الباكستانية 2007 هي الانتخابات الرئاسية التي جرت في 6 أكتوبر 2007، لانتخاب رئيس باكستان، فاز بالانتخابات برويز مشرف.